# Zygmunt Orłowski
Zygmunt Orłowski s. Franciszka (ur. 5 lutego 1926 w Konopówce pow. Tarnopol na Ukrainie, zm. 8 lipca 1984 w Gdańsku) – pułkownik dyplomowany Wojska Polskiego, uczestnik walk w II wojnie światowej.

## Życiorys
Absolwent Oficerskiej Szkoły Artylerii w Riazaniu z 1945 oraz Akademii Sztabu Generalnego im. Karola Świerczewskiego w Rembertowie z 1965 (z wyróżnieniem). Po ukończeniu szkoły oficerskiej został skierowany do 6 Brygady Artylerii Lekkiej wchodzącej w skład 2 Łużyckiej Dywizji Artylerii. 
W okresie II wojny światowej brał udział w walkach o Wał Pomorski w 1945 r. oraz w forsowaniu Nysy. Odznaczony m.in. Krzyżem Walecznych i Złotym Krzyżem Zasługi. 
W latach 1975–1982 pełnił obowiązki Komendanta Wojskowej Komendy Uzupełnień w Gdyni.
Do rezerwy został przeniesiony 14 lutego 1982 na podstawie Rozkazu Szefa Departamentu Kadr MON nr 0153 z 30 września 1981.
Został pochowany na Cmentarzu Srebrzysko w Gdańsku (rejon II-Aleja Zasłużonych).

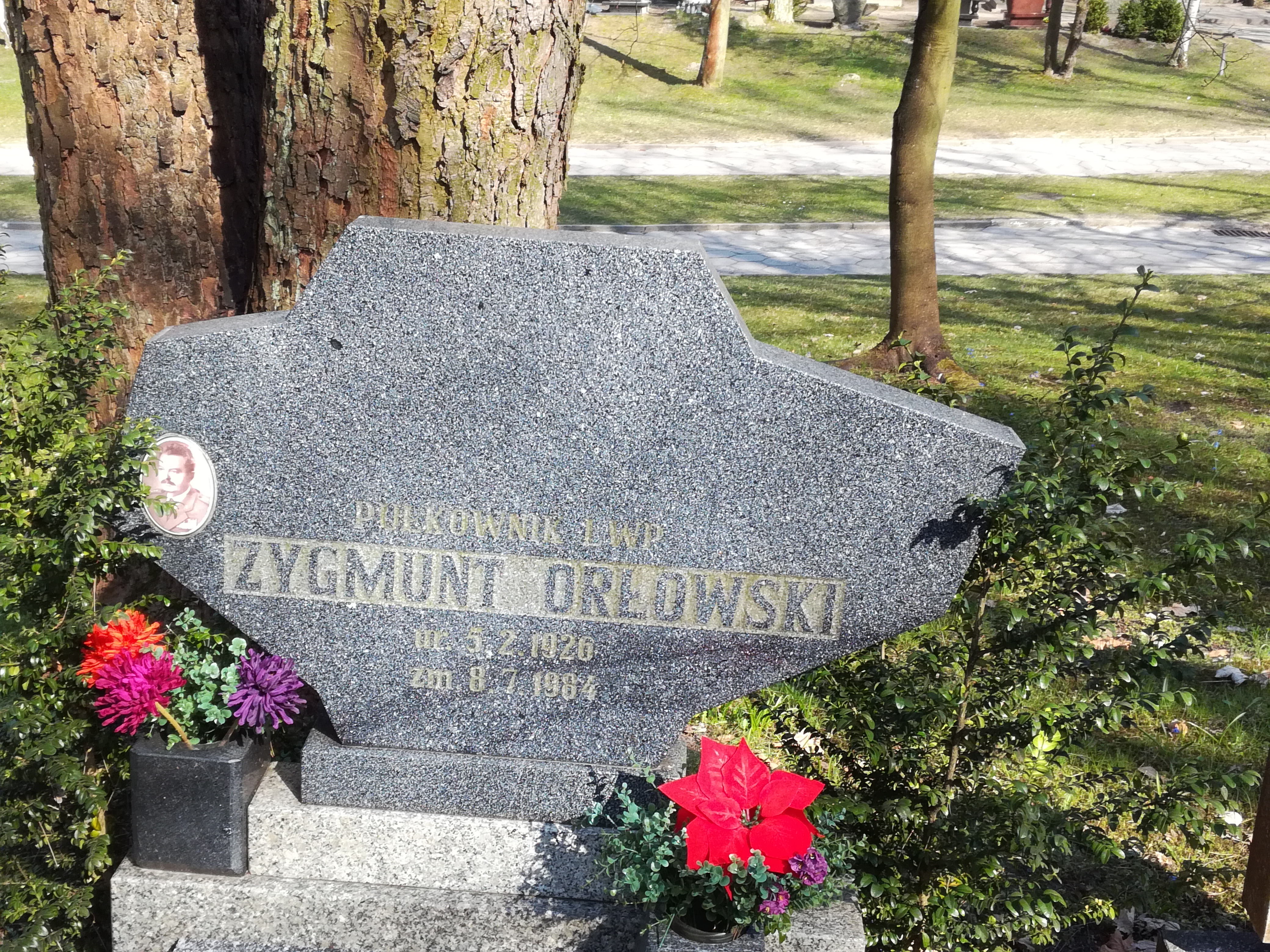
Grób płka Zygmunta Orłowskiego na Cmentarzu Srebrzysko w Gdańsku

## Awanse
- szeregowy – 12 kwietnia 1944
- podporucznik – 6 stycznia 1945
- porucznik – 21 września 1945
- kapitan – 11 października 1947
- major – 11 października 1950
- podpułkownik – 15 września 1955
- pułkownik – 11 października 1965

## Wykształcenie
- 6 maja 1944 – 6 stycznia 1945 – Oficerska Szkoła Artylerii w Riazaniu;
- 1 października 1946 – 12 października 1947 – kurs Dowódców Batalionów przy CW ART;
- 1 października 1961 – 31 lipca 1965 – Akademia Sztabu Generalnego im. Gen. K. Świerczewskiego w Rembertowie;
- 30 kwietnia 1979 – kurs Komendantów Wojskowych Komend Uzupełnień w Łodzi.

## Stanowiska
- 7 stycznia 1945 – 20 września 1945 – dowódca plutonu dowodzenia – 6 Brygada Artylerii Lekkiej – 2 Łużycka Dywizja Artylerii
- 21 września 1945 – 30 września 1946 – dowódca plutonu ogniowego – 68 pułk artylerii haubic
- 13 października 1947 – 30 września 1948 – dowódca baterii – 70 pułk artylerii haubic
- 1 października 1948 – 30 listopada 1950 – zastępca dowódcy batalionu ds. liniowych – Szkoła Artylerii Oficerów Rezerwy
- 1 grudnia 1950 – 14 lipca 1951 – komendant – Szkoła Podoficerska w 67 pułku artylerii ciężkiej
- 15 lipca 1951 – 25 października 1953 – dowódca dywizjonu – 33 Brygada Artylerii Ciężkiej
- 26 października 1953 – 20 października 1955 – dowódca – 116 pułk artylerii haubic
- 21 października 1955 – 24 lipca 1957 – dowódca – 42 dywizjon artylerii haubic
- 24 lipca 1959 – 19 sierpnia 1959 – dyspozycja dowódcy Pomorskiego Okręgu Wojskowego
- 28 sierpnia 1959 - 30 września 1961 - szef sztabu - 41 pułk artylerii lekkiej
- 1 sierpnia 1965 – 3 listopada 1965 – dyspozycja dowódcy Pomorskiego Okręgu Wojskowego
- 4 listopada 1965 – 30 września 1970 – dowódca artylerii dywizji – 7 Dywizja Desantowa
- 1 października 1970 – 26 listopada 1975 – szef artylerii – 7 Dywizja Desantowa
- 27 listopada 1975 – 13 lutego 1982 – komendant – Wojskowa Komenda Uzupełnień w Gdyni

## Odznaczenia
- Krzyż Kawalerski Orderu Odrodzenia Polski (1963)
- Krzyż Walecznych (1946)
- Złoty Krzyż Zasługi (1963)
- Medal Za waszą wolność i naszą (1946)
- Medal 30-lecia Polski Ludowej (1974)
- Medal za Warszawę 1939–1945 (1946)
- Medal za Odrę, Nysę, Bałtyk (1946)
- Medal Zwycięstwa i Wolności 1945 (1945)
- Złoty Medal Siły Zbrojne w Służbie Ojczyzny (1968)
- Srebrny Medal Siły Zbrojne w Służbie Ojczyzny (1954)
- Brązowy Medal Siły Zbrojne w Służbie Ojczyzny (1952)
- Medal „Za udział w walkach o Berlin” (1968)
- Złoty Medal „Za zasługi dla obronności kraju” (1975)
- Srebrny Medal „Za zasługi dla obronności kraju”
- Brązowy Medal „Za zasługi dla obronności kraju” (1967)
- Medal 60 lat Sił Zbrojnych (1978)
- Order Wojny Ojczyźnianej I stopnia (1945, ZSRR)
- Order Wojny Ojczyźnianej II stopnia (1945, ZSRR)